# Calamus (Iowa)
Calamus és una petita localitat del comtat de Clinton, Iowa, als Estats Units. És l'única ciutat del municipi d'Olive i el 2020 tenia 356 habitants, una disminució del 9,6% respecte del 2000. Rep el nom del rierol homònim (Calamus Creek en anglès) i aquest de la planta del càlam (acorus calamus), que prolifera a la zona.

## Història

### Fundació

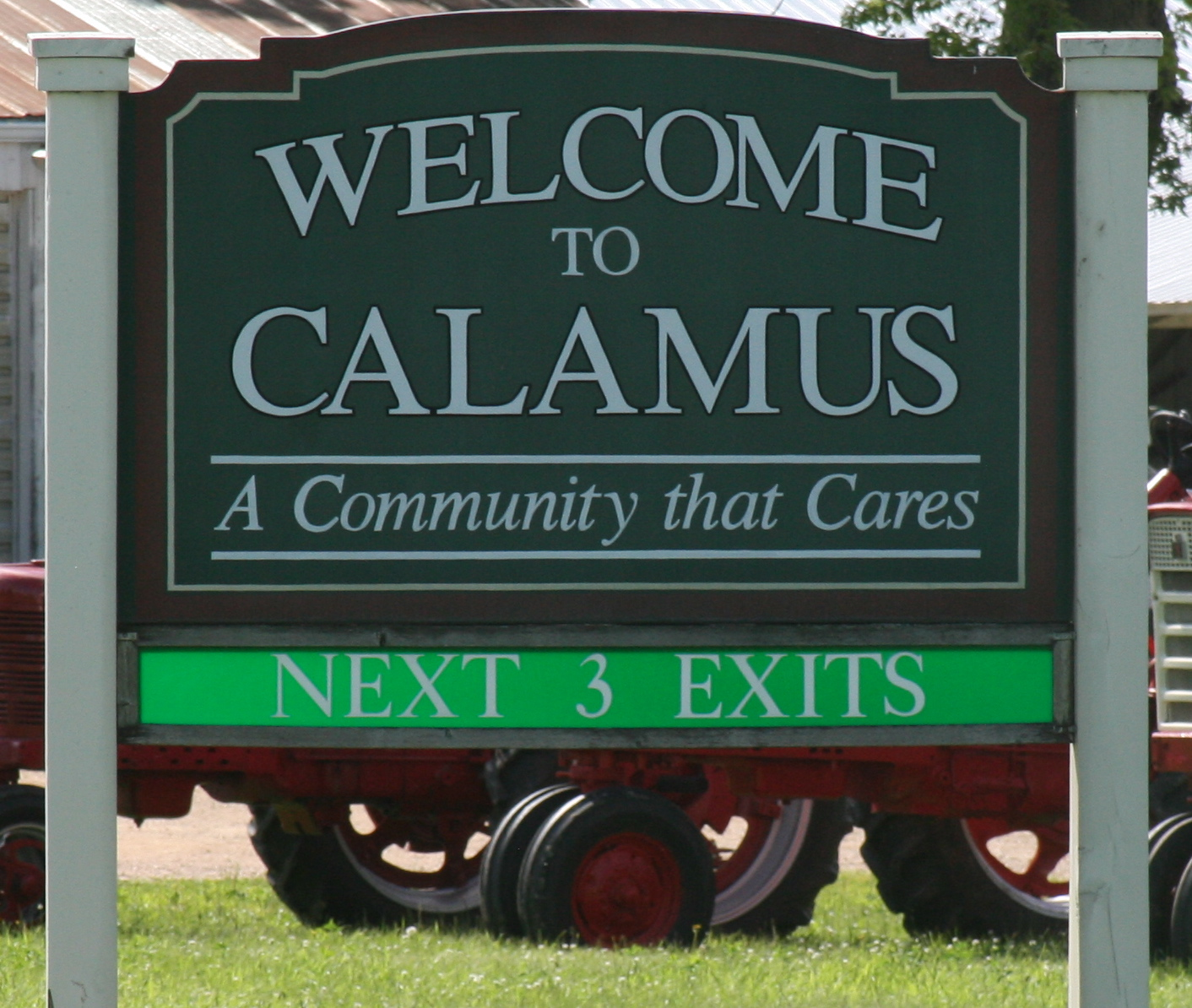
Senyal de benvinguda

El juliol de 1858 es va construir el primer ferrocarril a l'oest de Clinton fins a Clarence (Iowa), que va rebre el nom de Chicago, Iowa and Nebraska Railroad i que més tard va passar a anomenar-se Chicago Northwestern Railroad Co.. El mateix any, Joseph D. Fegan va ser enviat a fundar una oficina postal a l'encreuament de les carreteres de Stage Coach Lines i Indian Trails a Syracuse. Es diu que va ser ell qui va donar nom al lloc a partir del rierol homònim. A causa dels grans pantans perillosos, l'oficina de Correus i l'estació de ferrocarril es van traslladar a un lloc més favorable a l'actual població de Calamus.
La ubicació actual de Calamus va ser planificada l'any 1860 per R.S. Dickinson, que era propietari del terreny al costat nord del ferrocarril, i pel coronel Milo Smith, propietari dels terrenys al sud. El 1861, RS Dickinson i el seu fill A.L. van construir la primera botiga general i van obrir un ampli i complet estoc de mercaderies generals, en el qual es dedicaven a la compravenda de cereals.
El primer hotel es va construir a principis de la dècada de 1860 i el 1912 es va incendiar. Estava situat a la cantonada sud-oest de 2nd Street i Railroad Street i el primer propietari va ser William Wick. Més tard s'hi va edificar el "Commercial Hotel", que tenia un estable i A.H. Danforth n'era el propietari.
La ciutat va ser reconstruïda per Milo Smith i R.S. i Emily Dickinson el 9 d'octubre de 1865.
Calamus va ser incorporat legalment el 1876 i E.F. Owens en va ser elegit el primer alcalde. Els límits de la ciutat es van ampliar el 1913.

### Guerra Civil
79 dels 149 homes amb dret a vot es van oferir voluntaris per a servir a l'exèrcit de la Unió. L'últim supervivent de la Guerra Civil Americana va ser Jacob W. Liebler, que va morir el 1941.

## Geografia
Les coordenades de Calamus són: 41° 49′ 36″ N, 90° 45′ 35″ O / 41.82667°N,90.75972°O

### Ciutats adjacents
- Lost Nation (nord)
- Grand Mound (est)
- Buena Vista (sud), abandonat el 1914
- Dixon (sud), a l'altra banda del riu Wapsipinicon
- Wheatland (oest), a l'altra banda del riu Wapsipinicon

## Demografia

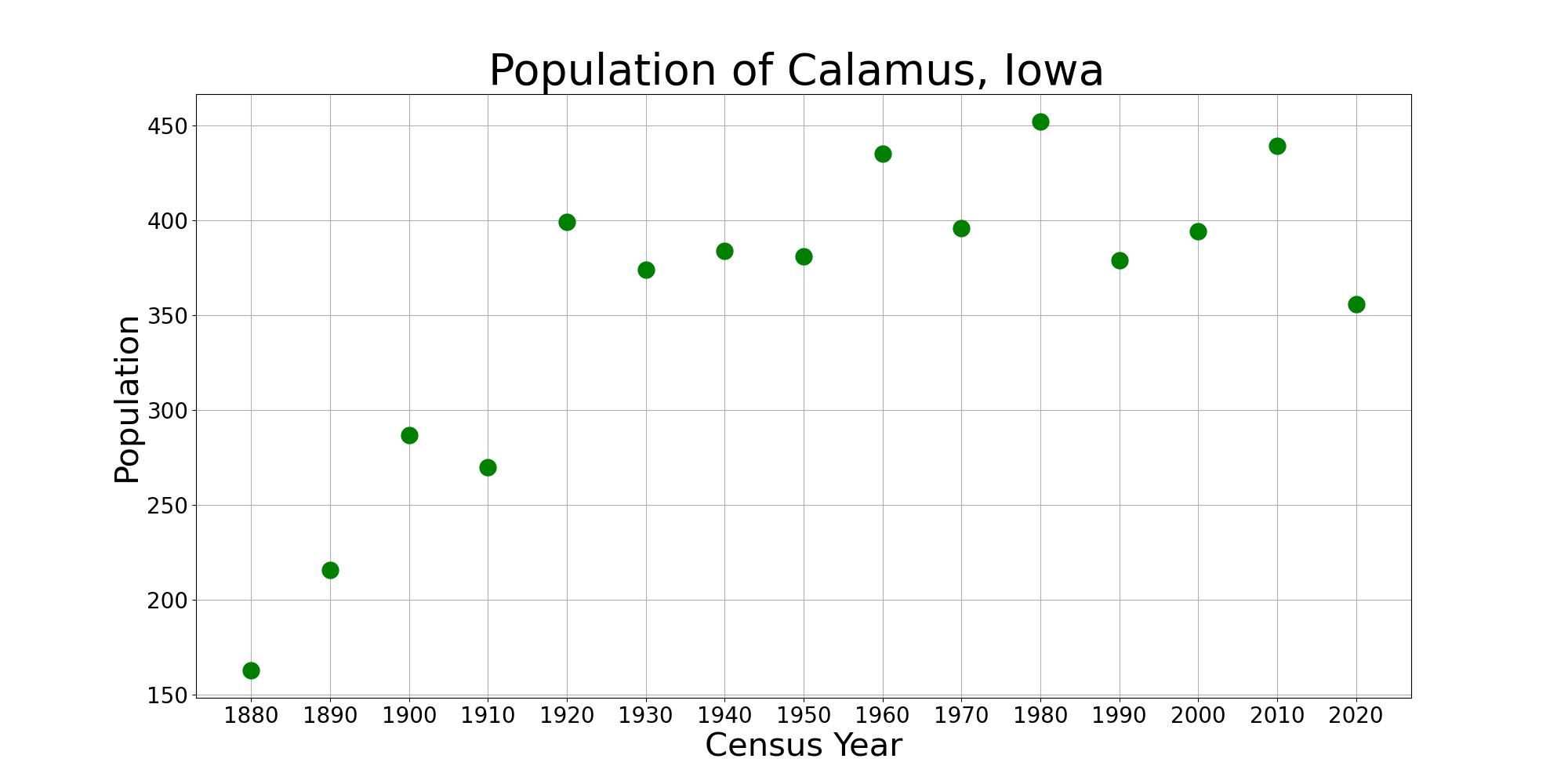
La població de Calamus, Iowa, a partir de les dades del cens dels Estats Units

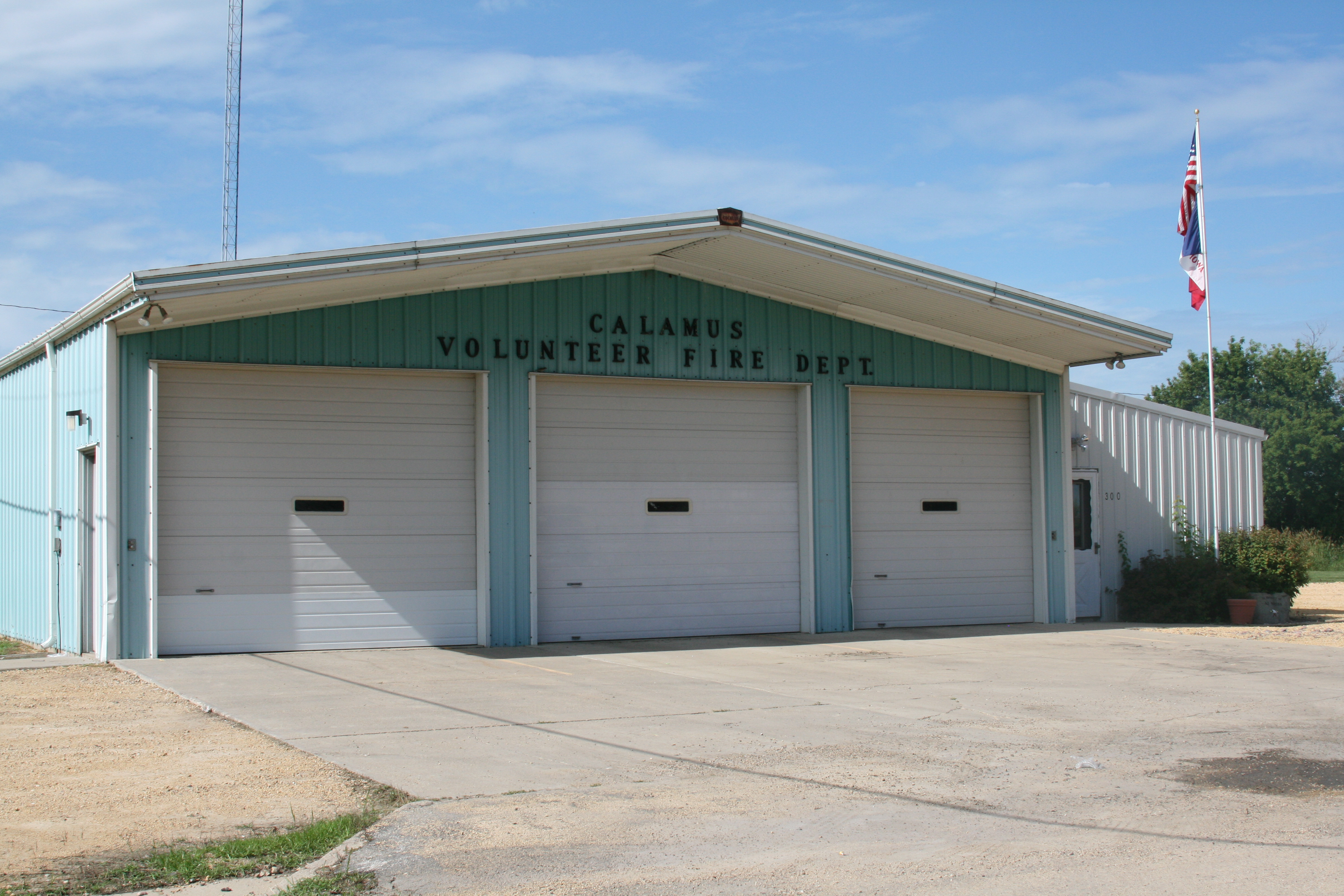
Antic parc de bombers.

### Cens de 2000
Segons el cens de 2000, la ciutat tenia 394 habitants, 168 habitatges, i 122 famílies.
Del total de 168 llars, en un 29,8% hi vivien nens de menys de 18 anys, en un 60,1% hi vivien parelles casades, en un 10,1% dones solteres, i un 26,8% no eren unitats familiars. En el 25,0% dels habitatges hi vivien persones soles, el 14,9% de les quals corresponia a persones més grans de 65 anys. El nombre mitjà de persones vivint en cada habitatge era de 2,35 i el nombre mitjà de persones que vivien en cada família era de 2,76.
La renda mediana per habitatge era de 38.214$ i la renda mediana per família, de 45.234$. Els homes tenien una renda mediana de 31.406$ mentre que la de les dones era de només 21.875$. La renda per capita de la població era de 15.306$. Al voltant del 8,4% de les famílies i el 9,2% de la població estaven per sota del llindar de pobresa, incloent el 9,3% dels menors de 18 anys i el 8,8% dels majors de 65 anys.

### Cens de 2010
Segons el cens de 2010, la ciutat tenia 439 habitants, 175 habitatges, i 127 famílies.
En un 32,0% dels habitatges hi vivien nens de menys de 18 anys; en un 57,7%, parelles casades; en un 7,4%, dones solteres; en un 7,4%, homes solters, i un 27,4% de les llars no eren famílies. En el 24,6% dels habitatges hi vivien persones soles, el 13,7% de les quals corresponia a persones més grans de 65 anys. El nombre mitjà de persones vivint en cada habitatge era de 2,51 i el nombre mitjà de persones que vivien en cada família era de 2,91.
La mitjana d'edat a la ciutat era de 40,2 anys. El 26,7% dels residents eren menors de 18 anys, el 8,1% tenia entre 18 i 24 anys, el 21,6% eren de 25 a 44, el 25,7% eren de 45 a 64 anys i el 17,8% tenia 65 anys o més. La composició de gènere de la ciutat era un 50,6% d'homes i un 49,4% de dones.

## Educació
El districte escolar comunitari de Calamus–Wheatland gestiona escoles públiques, entre les quals un institut a Wheatland. El districte es va establir l'1 de juliol de 1990 per la fusió dels districtes escolars de Calamus i de Wheatland.

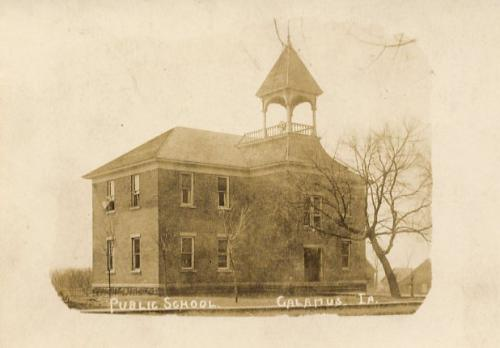
Escola Pública de Calamus, l'any 1907.

El 1919, es va votar per consolidar-se amb diversos districtes escolars del país i es van comprar autobusos escolars. Eren Fords Model T sense calor i els seients eren longitudinals a banda i banda de l'autobús. El pis de dalt de l'edifici McCarthy es va utilitzar per a l'escola secundària i els graus es van allotjar a l'antiga escola. Durant el curs escolar 1920–21, es va ubicar una aula a l'Església Metodista i a l'escenari de l'Auditori. El 17 de maig de 1921 es van fer els primers exercicis de graduació a la nova escola, que estava a punt de finalitzar, i el mateix dia es va fer la dedicació de l'escola. La tardor següent, l'escola es va fer al nou edifici. L'edifici es troba a l'extrem sud de 2nd St. i es va aixecar amb un cost de 100.000 dòlars. Els membres del consell escolar en aquell moment eren CA Blake, president; Hans Johnson; Wm. F. Siegmund; Jonathan Hayes, Jr. i Eli Olson. El districte era conegut com l'Escola Consolidada de Calamus.

## Mitjans de comunicació
El primer diari que es va publicar a Calamus va ser el Free Press fundat per H.L. Barter, qui més tard es va associar amb el fundador del diari Delmar Journal, F.L. Sunderlin, amb qui va fundar el diari Barter and Sunderlin.
El Calamus Record, fundat el 1901, va ser l'últim diari de Calamus.

## Parcs i recreació
Calamus té 4 parcs comarcals:
- Sherman Park
- Syracuse Wildlife area
- Ringneck Marsh Wildlife Management Area
- Mockridge County Wildlife Preserve

## Religió

### Església Metodista Unida de Wesley

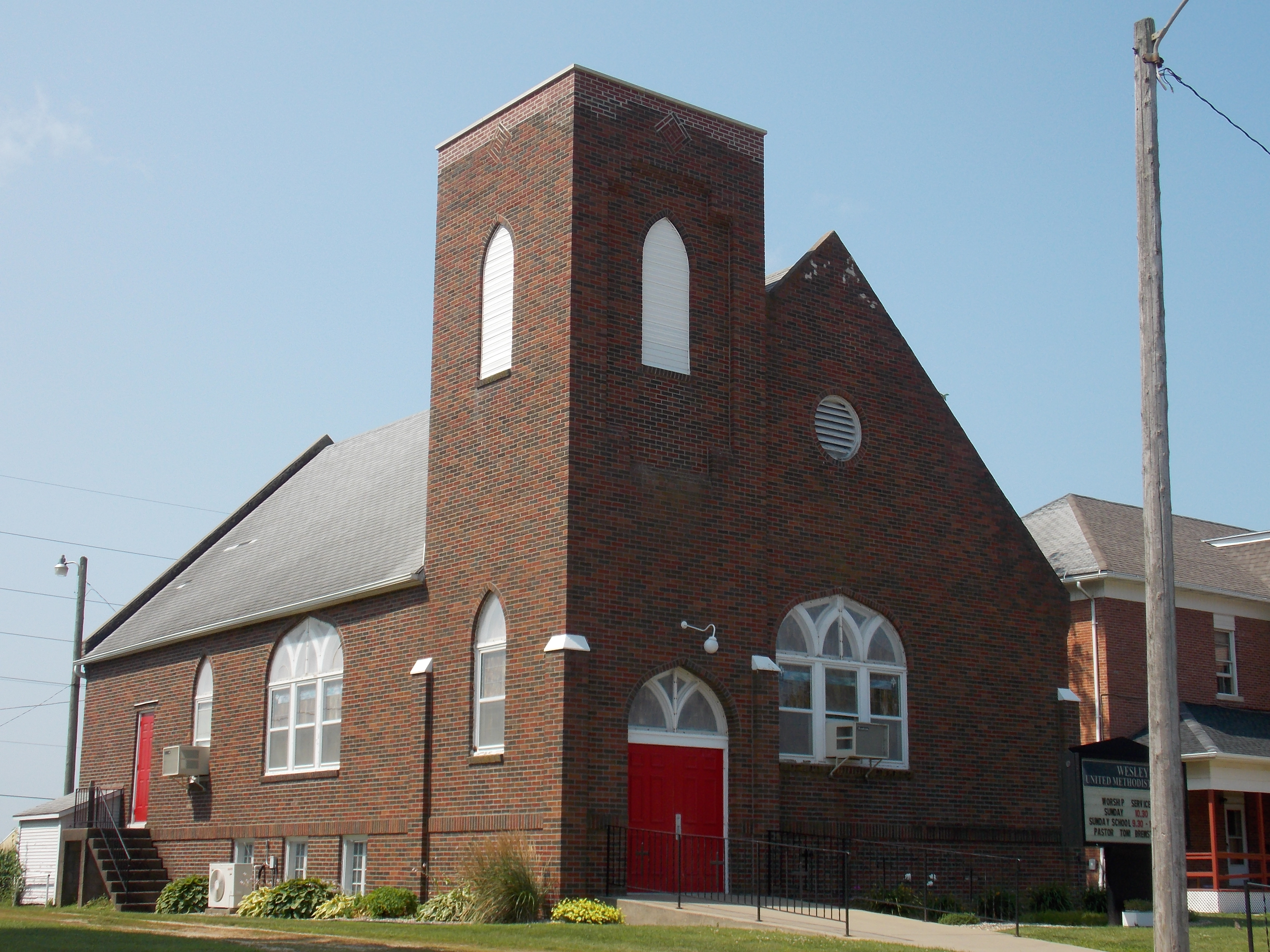
Església Metodista Unida de Wesley (edifici inaugurat el 1929)

La primera església construïda a Calamus va ser l'església metodista, l'any 1869. S'utilitzaven taulons de fusta com a seients, complementats amb unes quantes cadires. L'any 1870 s'hi va afegir una coral i un campanar a la part sud, i es van substituir els taulons per 175 cadires. L'església estava pintada per dins i per fora. L'any 1906 va ser enderrocada i substituïda per un nou edifici de maó blanc amb finestres gòtiques i vidreres per un total de 3.000$. Posteriorment, es va posar un soterrani sota l'Església per a activitats socials i es va instal·lar electricitat l'any 1917. Abans, la il·luminació es feia amb llums de carbur. El 4 de novembre de 1927 l'edifici va patir un incendi i es va reconstruir amb l'estructura actual, que va ser inaugurada el 8 de setembre de 1929. Actualment rep el nom de Wesley United Methodist Church.

### Parròquia Luterana de Calamus

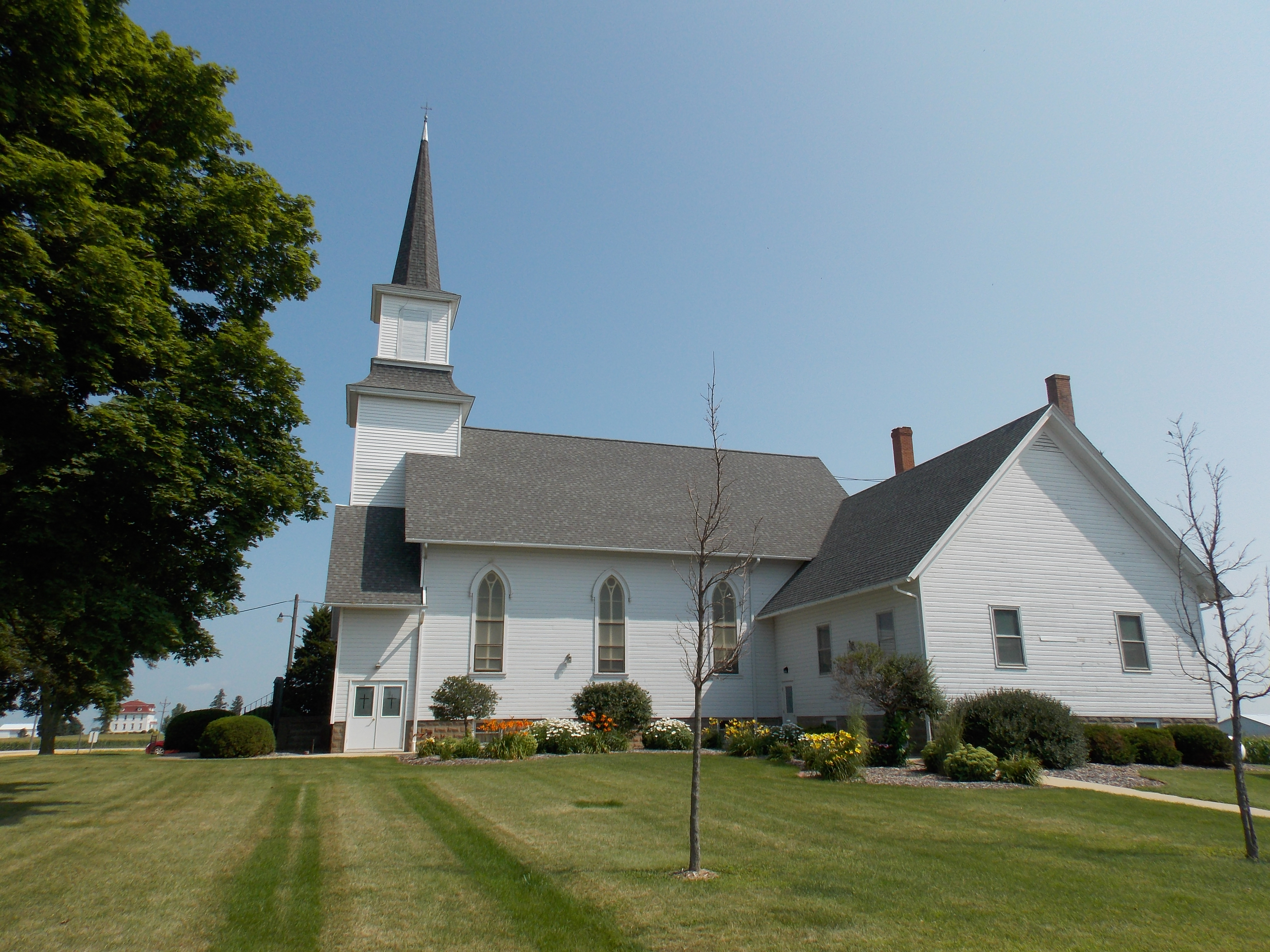
Església luterana Kvindherred de Nostre Salvador el 2014.

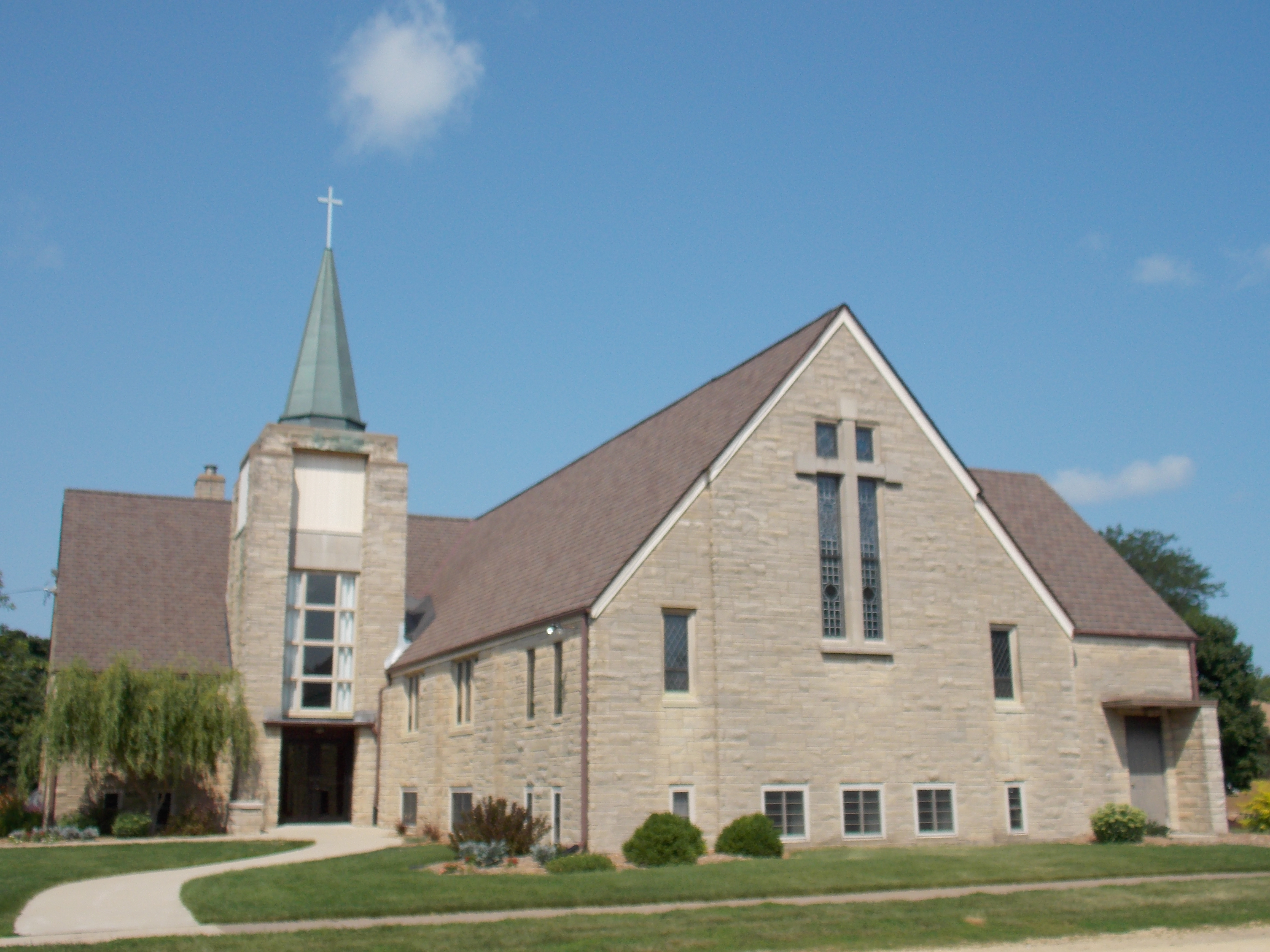
Faith Luteran Church.

La Parròquia Luterana de Calamus és composta per dues congregacions, l'Església Luterana Kvindherred de nostre Salvador i la Faith Luteran Church. Tot i que són dues congregacions independents, tenen part d'història en comú. El nom de Kvindherred prové de la regió d'origen dels colons noruecs que van migrar a Calamus el 1853 i van fundar l'església l'any 1861, que és quan se'n tenen els primers registres. El 1865 hi van construir una escola.
La Faith Luteran Church es va organitzar oficialment el 7 de juliol de 1950. Es va donar un immoble i els solars annexos per a construir-hi un nou edifici. L'església va ser acceptada oficialment al Sínode de l'Església Evangèlica Luterana el 6 de juny de 1951.
L'any 1972, es va establir un ministeri cooperatiu entre les dues esglésies, a partir del qual totes dues van passar a ser dirigides pel mateix pastor.

### Galeria d'imatges

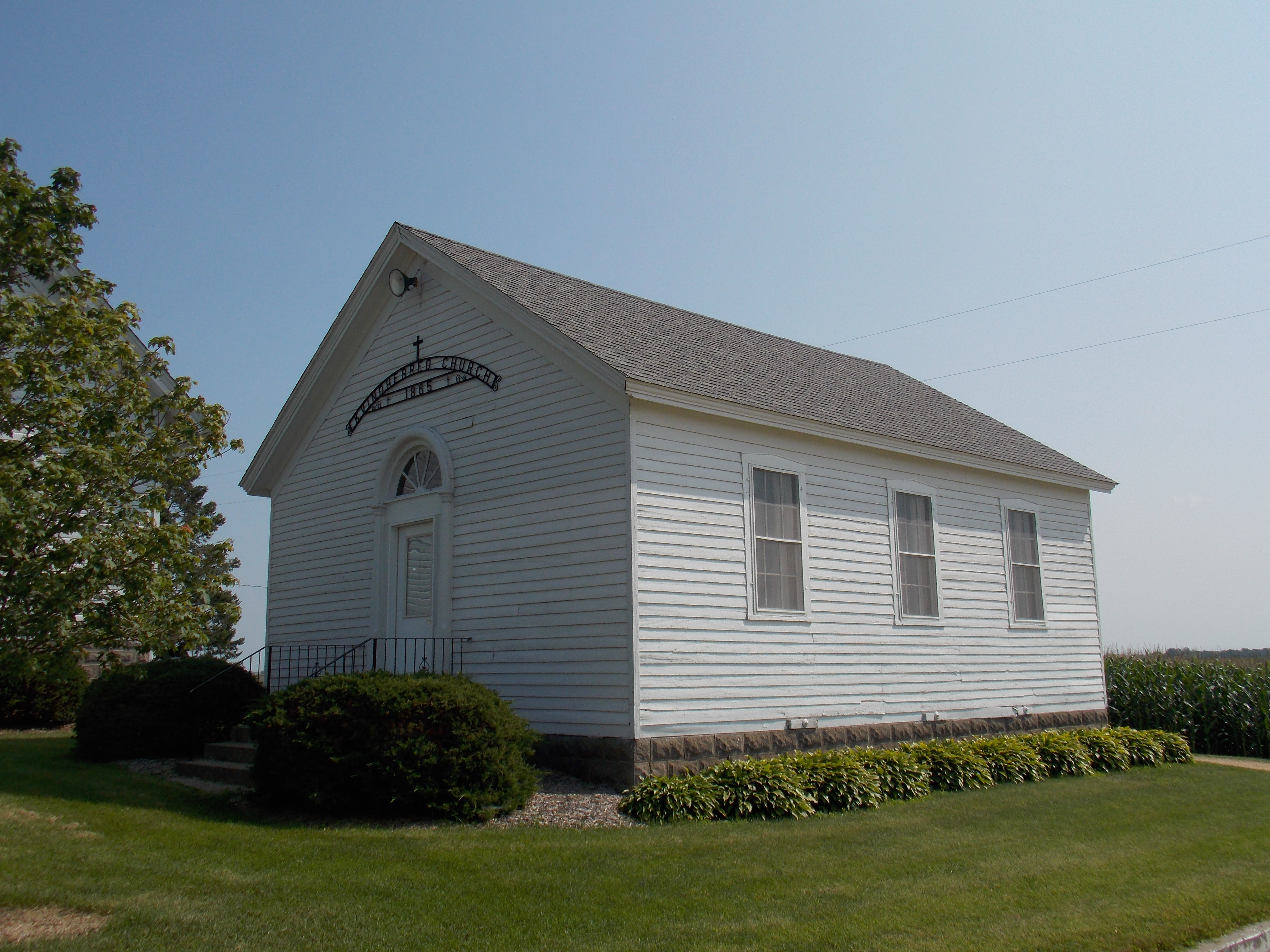
Escola de l'Església de Kvindherred, a la zona rural de Calamus, construïda el 1865.
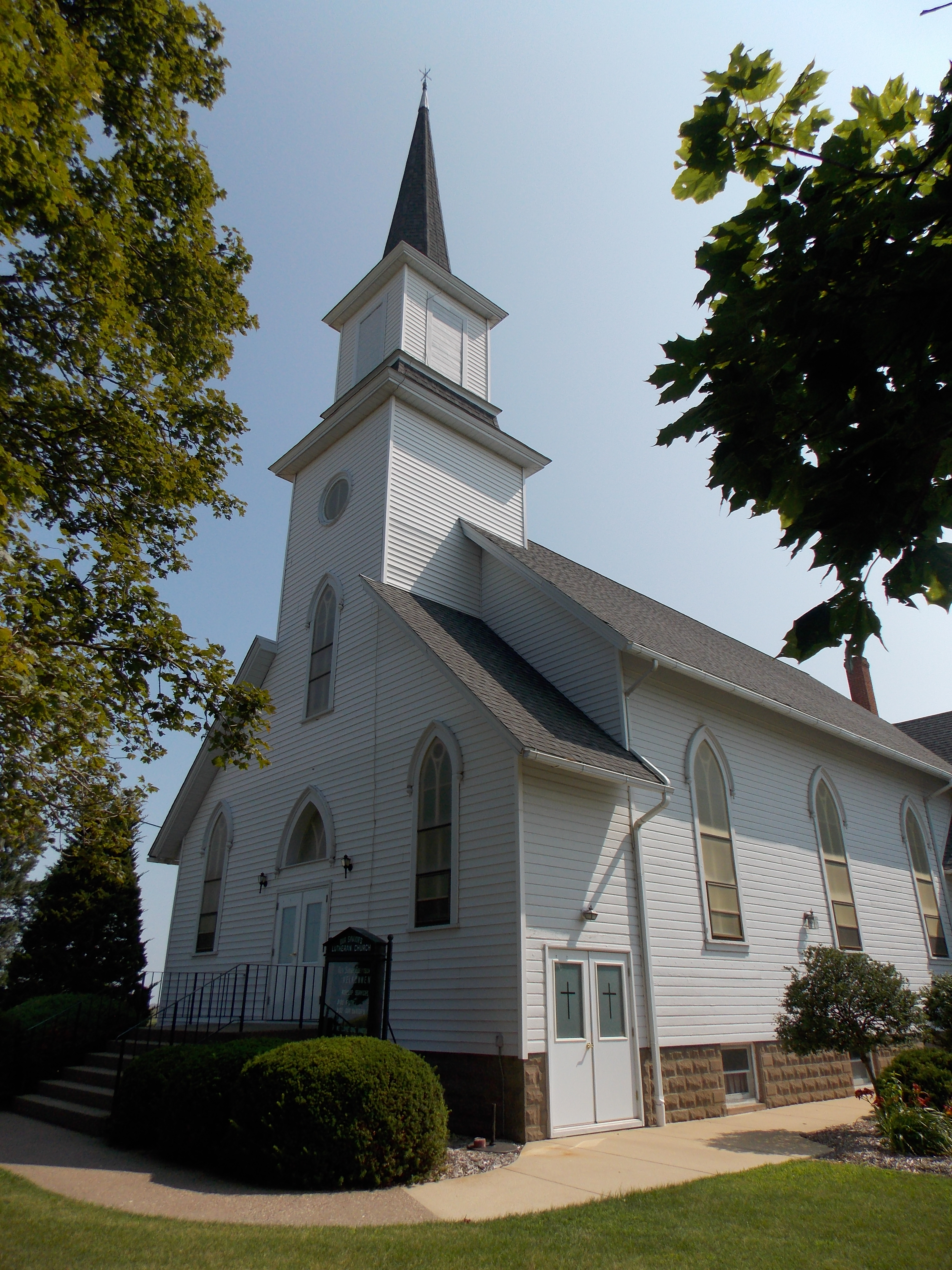
Façana de la nova Església de Kvindherred, construïda el 1877.
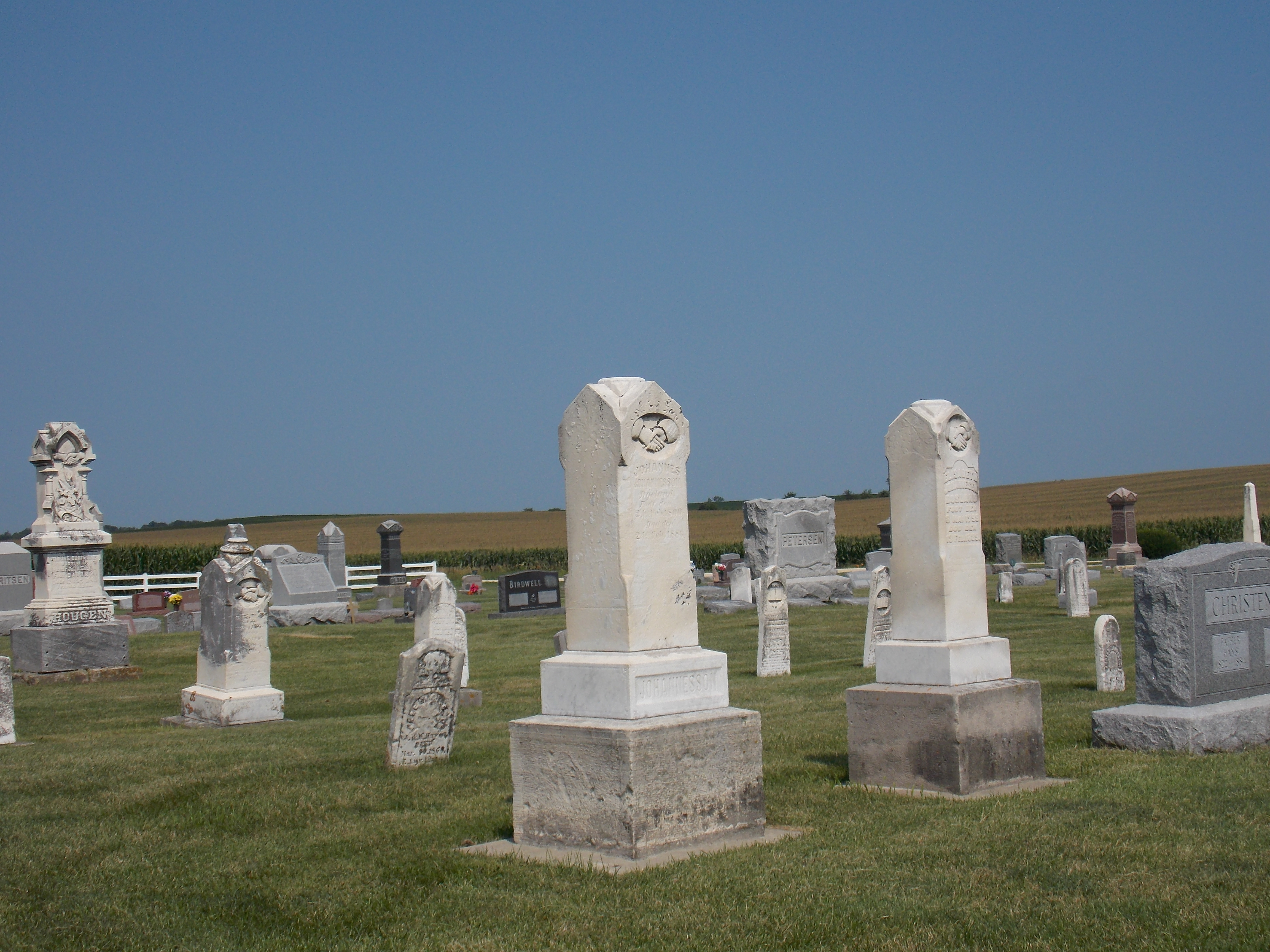
Cementiri